# Нада
Нада је уверење у позитиван исход у вези са догађајима и околностима у животу. У религијском контексту, она се не сматра као физичка емоција, већ као духовна благодат. Нада се разликује од позитивног размишљања, који се односи на терапијски или систематски процес који се користи у психологији за „лечење“ песимизма. Термин лажна нада се односи на наде у потпуности засноване на фантазији или изузетно малом вероватном исходу.
У психологији, за наду се обично сматра да укључује две компоненте: агенција, укључивање очекивања позитивних резултата, и путеви, укључивање могућности да видите како се позитивни исходи могу постићи. Нада је важна као благостање и образовање, људи који имају ниско надање више ће бити забринути и депресивни. Нада је била оличена у грчкој митологији као Елпис. Када је Пандора отворила кутију, она је пустила сва зла, осим једног: наду. Очигледно, Грци су сматрали да је надање толико опасно као све зло на свету. У причи се може приметити да је нада у суштини далеко моћнија од било ког зла.
У неким религијама света, нада игра веома важну улогу. Нада је пасивна у смислу жеља, а активна као план или идеја.
Међу супротностима наде су потиштеност, безнађе и очај.

## У психологији
Професорка психологије Барбара Фредриксон тврди да нада долази до изражаја када криза назире, отварајући нам нове креативне могућности. Фредериксон тврди да са великом потребом долази неуобичајено широк спектар идеја, као и таквих позитивних емоција као што су срећа и радост, храброст и оснаживање, извучене из четири различите области сопственог ја: из когнитивне, психолошке, социјалне или физичке перспективе. Људи пуни наде су „као мали мотор који досеже циљ, [јер] стално себи говоре „Мислим да могу, мислим да могу“. Такво позитивно размишљање даје плодове када се заснива на реалистичном осећању оптимизма, а не на наивној „лажној нади”.
Психолог Чарлс Р. Снајдер повезао је наду са постојањем циља, у комбинацији са одлучним планом за постизање тог циља. Алфред Адлер је на сличан начин заступао централну улогу тражења циља у људској психологији, као и филозофски антрополози попут Ернста Блоха. Снајдер је такође нагласио везу између наде и менталне снаге воље, као и потребу за реалистичном перцепцијом циљева, тврдећи да је разлика између наде и оптимизма у томе што први укључује практичне путеве ка побољшаној будућности. Д. В. Виникот је видео дететово антисоцијално понашање као израз несвесне наде у управљање од стране ширег друштва, када обуздавање унутар уже породице није успело. Теорија објектних односа на сличан начин види аналитички трансфер као делимично мотивисан несвесном надом да се са прошлим сукобима и траумама може изнова носити.

### Теорија наде
Као специјалиста за позитивну психологију, Снајдер је проучавао како нада и опроштај могу утицати на неколико аспеката живота као што су здравље, посао, образовање и лично значење. Он је претпоставио да постоје три главне ствари које чине размишљање испуњено надом:
- Циљеви – Приступање животу на циљно оријентисан начин.
- Путеви – Проналажење различитих начина да се постигнету сопствени циљеви.
- Агенција – Веровање да се могу подстаћи промене и остарити ови циљеви.

Међу његовим супротностима су потиштеност, безнађе и очај.

## У култури
У питању глобализације, нада је усмерена на економско и социјално оснаживање.
Фокусирајући се на делове Азије, нада је попримила секуларни или материјалистички облик у односу на тежњу за економским растом. Примарни примери су успон привреда Кине и Индије, у корелацији са појмом чиндија. Секундарни релевантан пример је повећана употреба савремене архитектуре у економијама у успону, као што је зграда Светског финансијског центра у Шангају, Бурџ Калифа и Тајпеј 101, што је изазвало преовлађујућу наду у земљама порекла. У хаотичном окружењу нада превазилази културне границе, сиријску децу избеглице подржава пројекат Унеска кроз креативно образовање и психо-социјалну помоћ. Друга међукултурална подршка за уливање наде укључује културу исхране, ослобађање избеглица од трауме кроз њихово урањање у њихову богату културну прошлост.

## У књижевности
Нада је ствар са перјем која се налази у души и пева мелодију без речи и уопште не престаје.— Емили Дикинсон
Класична референца на наду која је ушла у савремени језик је концепт да „Нада извире вечно“ преузета из Есеја о човеку Александра Поупа, фраза која гласи „Нада вечно извире у људским грудима, Човек никада није, али увек ће бити благословен.“ Још једна популарна референца, „Нада је ствар са перјем“, је из песме Емили Дикинсон.
Нада се може користити као уметничко средство заплета и често је мотивирајућа сила за промену динамичких ликова. Уобичајена референца из западне популарне културе је поднаслов „Нова нада“ из оригиналног првог дела (који се сада сматра Епизодом IV) научнофантастичне свемирске опере Ратови звезда. Тај поднаслов се односи на једног од главних ликова, Лука Скајвокера, од кога се очекује да ће у будућности дозволити добру да победи зло у оквиру радње филмова.